# Esquisse pour le Paradis (Véronèse)
Pour les articles homonymes, voir esquisse (homonymie).
Esquisse pour le Paradis est une esquisse peinte à l'huile sur toile de grandes dimensions (87 × 234 cm) réalisée en 1578 par le peintre italien Paul Véronèse. Elle est conservée au palais des Beaux-Arts de Lille depuis 1879.

## Histoire
En 1577, un incendie détruit la salle du Grand Conseil du Palais des Doges à Venise. Il est décidé de la reconstruire et, entre 1578 et 1582, un concours est organisé pour choisir qui sera le peintre chargé de recréer l’immense vision du Paradis qui ornait la salle, selon un programme iconographique élaboré par deux patriciens de Venise, Jacopo Marcello et Jacopo Contarini, et par le moine camaldule, Gerolamo Bardi. Les meilleurs peintres vénitiens y participent parmi lesquels Véronèse, Tintoret, Francesco Bassano et Palma le Jeune. La victoire est attribuée conjointement à Véronèse et à Bassano, Véronèse devant peindre le groupe central et Bassano, les figures de part et d’autre. L’esquisse de Lille, qui prévoit la totalité de la composition, y compris la partie qui est attribuée à Bassano, est probablement la première proposition de Véronèse pour le concours. Elle ne sera toutefois jamais réalisée, sans doute en raison de la mort prématurée de Véronèse. Un second concours est lancé en 1588, après la mort de Véronèse, et remporté cette fois par Tintoret qui exécute avec son fils Domenico l’œuvre encore en place aujourd’hui. 
L'esquisse est donnée au musée de Lille en 1879 par les demoiselles Cottini qui répartissent la collection d'art italien des XVIe et XVIIe siècles de leur père, Jean Cottini, entre l'Assistance publique et divers musées. Elle entre au palais des Beaux-Arts sous le nom de Tintoret avant d'être attribuée à Véronèse par Detlev von Hadeln (de) en 1919, attribution qui fera l’unanimité de la critique.

## Description
La composition pyramidale de la toile est construite sur une succession de demi-cercles concentriques assis sur un demi cercle inversé au premier plan. Une foule de personnages, nus ou vêtus d’un simple drapé, dirigent leur regard vers le sommet de la composition où un halo lumineux orangé exprime la présence divine. C'est là que se trouve la Trinité, à droite, Dieu le Père, à gauche, Jésus-Christ, au centre l’Esprit Saint, qui domine le paradis. Dieu et Jésus-Christ tiennent conjointement une couronne qu’ils s’apprêtent à poser sur la tête de la Vierge Marie, vue de profil, agenouillée devant eux. 
La gamme chromatique est restreinte, dominée par des nuances mauves et roses alternées avec les reflets jaune orangés de la lumière. La couleur et la lumière sont ici intimement liées et permettent des effets de contre-jour sur certains groupes du premier plan, qui aident le regard à monter par paliers. Plusieurs groupes de personnages, plus détaillés que les autres, sont placés symétriquement en haut, à gauche et à droite de la composition.